# Distritos da Eslováquia

Distritos (okresy) da Eslováquia

Um okres (em português distrito) é uma unidade administrativa da Eslováquia. É menor que uma Região e maior que um município.

## Características
Uma "Região" (em eslovaco:  kraj) é formada por vários distritos. Um distrito, por outro lado, consiste de vários "municípios" (em eslovaco:  obec), os quais, por sua vez, consistem de "áreas cadastrais" (em eslovaco:  katastrálne územie).
Enquanto as regiões e municípios são atualmente unidades da administração do estado e entidades dotadas de governos, os distritos são pouco mais que unidades estatísticas. Nos fins do século XX, a situação era diferente. Cada distrito possuía seu próprio Escritório Distrital (em eslovaco:  Okresný úrad), representando o estado no distrito, mas a partir de 1º de janeiro de 2004 esses escritórios foram abolidos e substituídos pelos Escritórios de Circuito (em eslovaco:  Obvodný úrad), que geralmente são responsáveis por vários distritos (exceto o distrito Nové Zámky, com dois Escritórios de Circuito) e têm poucas responsabilidades.
Atualmente a Eslováquia tem 79 distritos, sendo a capital, Bratislava, dividida em cinco distritos, e a cidade de Košice, em quatro distritos. Os distritos são nomeados de acordo com a maior cidade do distrito (conhecida anteriormente como "cidade distrito").

## Lista dos distritos da Eslováquia
| - Banská Bystrica - Banská Štiavnica - Bardejov - Bánovce nad Bebravou, - Brezno - Bratislava I - Bratislava II - Bratislava III - Bratislava IV - Bratislava V - Bytča - Čadca - Detva - Dolný Kubín - Dunajská Streda - Galanta - Gelnica - Hlohovec - Humenné - Ilava | - Kežmarok - Komárno - Košice I - Košice II - Košice III - Košice IV - Košice-okolie - Krupina - Kysucké Nové Mesto - Levice - Levoča - Liptovský Mikuláš - Lučenec - Malacky - Martin - Medzilaborce - Michalovce - Myjava - Námestovo - Nitra | - Nové Mesto nad Váhom - Nové Zámky - Partizánske - Pezinok - Piešťany - Poltár - Poprad - Považská Bystrica - Prešov - Prievidza - Púchov - Revúca - Rimavská Sobota - Rožňava - Ružomberok - Sabinov - Senec - Senica - Skalica - Snina | - Sobrance - Spišská Nová Ves - Stará Ľubovňa - Stropkov - Svidník - Šaľa - Topoľčany - Trebišov - Trenčín - Trnava - Turčianske Teplice - Tvrdošín - Veľký Krtíš - Vranov nad Topľou - Zlaté Moravce - Zvolen - Žarnovica - Žiar nad Hronom - Žilina |